# Milonia Caesonia
Milonia Caesonia († 24. Januar 41 in Rom) war die vierte Ehefrau des römischen Kaisers Caligula.

## Leben
Milonia Caesonia war die ältere Halbschwester von Gnaeus Domitius Corbulo. Ihre Nichte Domitia Longina heiratete den späteren Kaiser Domitian.
Laut Sueton heiratete Caligula sie, obwohl sie weder schön noch jung war und bereits drei Töchter von einem anderen Mann hatte. Er beschreibt sie als verschwendungssüchtig und bösartig, Caligula habe sie aber sehr geliebt.
Nach Cassius Dio begann Caligula Ende 39 oder Anfang 40 eine Affäre mit ihr. Sie war schwanger, als sie heirateten, und gebar nur einen Monat später Iulia Drusilla; Sueton behauptete sogar, die Tochter sei am Hochzeitstag selbst geboren worden. Die römische Öffentlichkeit soll von der Hochzeit nicht angetan gewesen sein.
Juvenal spekulierte, dass Caligula verrückt wurde infolge eines Liebestrankes, den Caesonia ihm servierte.
Sueton behauptete, Caligula ließe Caesonia vor seinen Truppen auftreten und führte sie sogar seinen Freunden nackt vor. Er hätte ihr scherzend angedroht, sie zu quälen oder zu töten.
Nachdem Caligula am 24. Januar 41 während einer Theateraufführung erstochen worden war, wurden auch Caesonia und ihre Tochter getötet. Nach Flavius Josephus starb sie tapfer.